# Manuel Ávila Camacho
Manuel Ávila Camacho (Teziutlán, Puebla; 24 de abril de 1897-Huixquilucan, Estado de México; 13 de octubre de 1955) fue un militar y político mexicano que se desempeñó como presidente de México del 1 de diciembre de 1940 al 30 de noviembre de 1946.
Inició como militar partícipe en la Revolución mexicana y la Rebelión escobarista. Entró en la política dentro de la Secretaría de Guerra y Marina. Fue nombrado por el presidente Lázaro Cárdenas como secretario de la Defensa Nacional.
Fue electo presidente de México en las polémicas elecciones federales de 1940, venciendo a su contrincante Juan Andreu Almazán y, considerando la violencia vivida en la jornada, en años posteriores se ha concluido que ganó por fraude electoral.
Durante su presidencia fue apodado como el «presidente caballero», debido a que se comprometió en promover la libertad de culto en el país. Durante su administración completó la transición del liderazgo militar al civil, terminó con el anticlericalismo de confrontación, revirtió el impulso de la educación socialista y restableció una relación laboral con Estados Unidos durante la Segunda Guerra Mundial.

## Biografía
Nació en la ciudad de Teziutlán, Puebla, el 24 de abril de 1897. Efectuó sus estudios primarios en el Liceo Teziuteco, colegio laico que comenzó a tener renombre entre la sociedad de la región. Cursó el nivel bachillerato en la Escuela Nacional Preparatoria. Sus hermanos Maximino y Rafael fueron también funcionarios en el gobierno mexicano, y los tres lo fueron en el mismo periodo.

## Participación en la Revolución Mexicana
En 1914 se unió a la Revolución mexicana como segundo teniente al mando de tropa y alcanzó el grado de coronel en 1920. Ese mismo año se desempeñó como jefe del estado mayor del general Lázaro Cárdenas quien se desempeñaba como jefe militar y gobernador de Michoacán. Cárdenas y Ávila Camacho se hicieron buenos amigos. 
Para 1929 aparece combatiendo bajo las órdenes del Cardenista Rafael M. Pedrajo contra la rebelión escobarista, sus acciones en campaña le permitieron alcanzar ese mismo año el grado de general de brigada. En 1933–1934, a horcajadas entre las administraciones de Pascual Ortiz Rubio y Abelardo L. Rodríguez, Ávila Camacho se desempeñó como oficial mayor de la Secretaría de Guerra y Marina, antecedente de la actual Secretaría de la Defensa Nacional, a la que regresaría dos años después para actuar como titular del ramo desde 1936 y hasta 1939, durante la presidencia de Lázaro Cárdenas.
Ávila Camacho renunció a esa dependencia para ser nombrado candidato a la presidencia de México del recién creado Partido de la Revolución Mexicana.

## Candidato presidencial
Más temprano de lo que Cárdenas hubiera querido, se desató la carrera de la sucesión. Las fuerzas internas se orientaron por los generales Manuel Ávila Camacho, en ese tiempo el secretario de la presidencia, y Francisco José Múgica. Los grupos anticardenistas postularon a Juan Andrew Almazán por el Partido Revolucionario de Unificación Nacional. Aparentemente, se pensaba que la elección lógica de Cárdenas sería Francisco Múgica. Sin embargo, el presidente hizo a un lado a dicho hombre y se decide por un militar moderado, su antiguo y fiel lugarteniente, Manuel Ávila Camacho. Cárdenas mismo reveló los motivos de su decisión.

”El señor general Múgica, mi muy querido amigo, era un radical ampliamente conocido. Habíamos sorteado una guerra civil y soportábamos, a consecuencia de la expropiación petrolera, una presión internacional terrible. ¿Para qué un radical?”
Lázaro Cárdenas 

La elección se llevó a cabo el 7 de julio de 1940, con 2 476 641 votos a favor de Ávila Camacho en medio de diversas irregularidades. Los enfrentamientos entre los partidarios de Almazán y Ávila Camacho dejaron un total de 30 muertos y 158 heridos solo en la Ciudad de México; también se reportaron incidentes en otras ciudades del país.
El Colegio Electoral de la Cámara de Diputados declaró la validez de las elecciones y al ciudadano Manuel Ávila Camacho como presidente constitucional para el periodo 1940–1946 el 12 de septiembre. La declaratoria fue publicada dos días después en el Diario Oficial de la Federación.

## Presidente de México

### Política gubernamental
Durante su administración, el discurso oficial fue a favor de la denominada Política de unidad nacional y relegando el modelo socialista de sus predecesores. En este periodo se libró la Segunda Guerra Mundial (1939-1945); así estaba latente la amenaza del "nazifascismo", que pretendía el predominio de las ideas totalitarias de la raza “aria”. El gobierno fue apoyado por organizaciones de diversos ámbitos; de esta manera se manifestaba la unidad nacional. Vicente Lombardo Toledano fue remplazado por Fidel Velázquez para dirigir la Secretaría General de la Confederación de Trabajadores de México (CTM). Se decretó la Ley del Seguro Social y al mismo tiempo se creó el Instituto Mexicano del Seguro Social y diversos centros hospitalarios, como el Hospital Infantil de México y el Instituto Nacional de Cardiología.

### La unidad nacional frente al divisionismo político
Como una muestra más de que la Unidad Nacional pretendía erradicar los divisionismos políticos, el 15 de septiembre de 1942, Ávila Camacho convocó una Asamblea de Acercamiento Nacional, a la que fueron invitados todos los expresidentes: Adolfo de la Huerta, Plutarco Elías Calles, Emilio Portes Gil, Pascual Ortiz Rubio, Abelardo L. Rodríguez y Lázaro Cárdenas. El hecho de reunir en un mismo evento a estos personajes —que a pesar de militar en el mismo Partido de la Revolución, tenían profundas diferencias ideológicas entre sí— llevaba la intención de hacer público el logro de la Unidad Nacional, y de que tal acontecimiento sirviera de ejemplo para quienes aún persistían en la discordia.
El gobierno avilista se favoreció debido a su aportación de materias primas agrícolas y minerales para la producción de materiales de guerra. A cambio, recibió maquinaria, herramientas, capitales y créditos, que activaron la industria, la agricultura y la minería. De esta manera, el modelo económico capitalista favoreció a la burguesía, que se convirtió en una clase poderosa y rica. También usó el modelo de sustitución interna. La moneda se devaluó y provocó una crisis inflacionaria. [cita requerida]
La política agraria cardenista no tuvo seguimiento. El ejido dejó de ser prioritario y se benefició a los terratenientes que recibieron tierras con sistemas de riego, canales, presas, etc.; se amplió la extensión de tierras en propiedad con carácter de inafectable, por tanto, el reparto agrario quedó suspendido. La Confederación Nacional Campesina (CNC) fue un instrumento del Estado y el campesino fue despojado de sus tierras. [cita requerida] De esta manera esa central campesina apoyaba la política gubernamental, con la que se le llamó el "Presidente Caballero".
El político mexicano Fidel Velázquez y la Confederación de Trabajadores de México (CTM) se sujetaron al gobierno, los obreros ayudaron con motivo a la guerra, y se desatendieron la justicia y el derecho de huelga. Así, el Estado fue el árbitro de la vida sindical.

### Educación, ciencia y cultura
En la gestión de Ávila Camacho se canceló la educación socialista, la CNC agrupó al magisterio rural; se creó el Sindicato Nacional de Trabajadores de la Educación (SNTE), que agrupó a la totalidad del personal que laboraba dentro del sistema educativo nacional. Así, la educación y la instrucción fortalecieron la economía, al preparar a individuos para el trabajo eficiente y productivo. El gobierno permitió instituciones educativas privadas y con tendencias religiosas, que proliferaban; se incrementó la matrícula así como las instalaciones en todos los niveles educativos.

### Obras públicas
Se amplió la red de carreteras para conectar ciudades importantes, se construyeron vías férreas en diversos lugares del país, se ampliaron las redes de correo y telégrafos, las transmisiones de radio llegaron a un auditorio más numeroso, se edificaron obras de riego, como presas y canales de riego. Una de las principales empresas a cargo era Techo Eterno Eureka. También se fundó la Secretaría de Trabajo.[cita requerida]

### Política externa

#### Problemas pendientes
Los problemas pendientes con los Estados Unidos eran, esencialmente, de orden económico: la compensación a las compañías petroleras expropiadas en 1938 y el pago de las deudas externa y ferrocarrilera. El gobierno ajustó la economía y así tuvo estrecha cooperación con su vecino, empeñado en ganar la guerra. Este apoyo continuó: Estados Unidos redujo un 20 % aproximadamente la deuda externa de México, a cambio, se devaluó el peso $4.85 por dólar, de esa manera el gobierno estadounidense pudo adquirir materias primas y mercancías a un menor costo.

#### Acuerdo bilateral de comercio
Otro aspecto importante en las relaciones mexicano-estadounidense en tiempos de Ávila Camacho fue un acuerdo comercial, firmado en diciembre de 1942. Mediante el convenio con México, el gobierno de Estados Unidos tendría la venta exclusiva de México de toda la producción exportable de materiales estratégicos para la guerra y de fibras duras; en cambio, Estados Unidos se comprometía a vender a México productos necesarios para su desarrollo industrial.
La firma del acuerdo bilateral de comercio provocó en México reacciones adversas, por la desconfianza hacia el gobierno de Estados Unidos, debido a que siempre trataba de obtener enormes ventajas de su trato comercial con México.

#### México en la Segunda Guerra Mundial

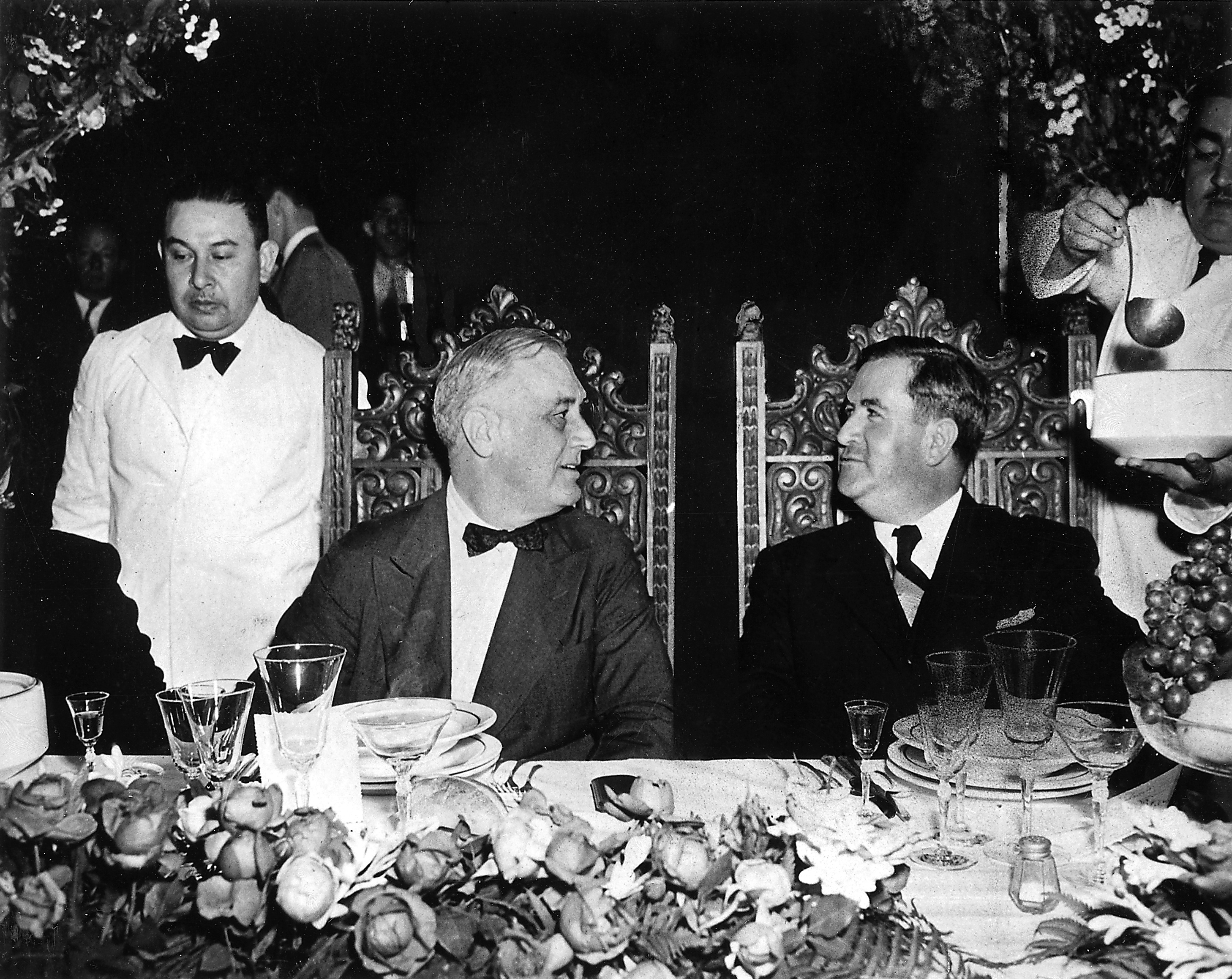
Ávila Camacho (derecha) con el presidente estadounidense Franklin D. Roosevelt, durante una visita de estado que realizó este último a México en abril de 1943.

El 13 de mayo de 1942 el buque mexicano Potrero del Llano fue hundido cerca de las costas de Florida en el Golfo de México por submarinos alemanes pereciendo cinco marinos mexicanos. Ante este hecho, México demandó al Ministerio de Relaciones Exteriores de Alemania que si en el plazo de 7 días, contados a partir del 14 de mayo de 1942, el país responsable de la agresión no procede a pagar los daños y perjuicios causados, el gobierno mexicano adoptaría las medidas que reclame el honor nacional. Esa misma noche, el presidente Ávila Camacho emitió un anuncio dirigido a la nación comunicándole que un submarino de las Potencias del Eje habría hundido en el Atlántico el buque de matrícula mexicana Potrero del Llano, y que de no satisfacerse las reclamaciones, a partir del día 22 existirá un estado de guerra entre México y las Potencias del Eje. El 20 de ese mismo mes, otro buque–tanque llamado Faja de Oro también es torpedeado y hundido. Italia y Japón no respondieron a la protesta, y la cancillería alemana se rehusó a recibirla. México entró así a la Segunda Guerra Mundial. El gobierno mexicano envió al Escuadrón 201, integrado por 300 hombres, que fue una agrupación de la Fuerza aérea mexicana, que fue enviada a combatir por México como parte de los aliados.
El general Ávila Camacho declaró ante el Congreso de la Unión el 22 de mayo de 1942 al declarar la guerra a las Potencias del Eje: 

"El estado de guerra es la guerra. Sí, la guerra, con todas sus consecuencias; la guerra, que México hubiera querido proscribir para siempre de los métodos de convivencia civilizada, pero que en casos como el presente, y en el actual desorden del mundo, constituye el único medio para reafirmar nuestro derecho a la independencia y de conservar intacta la dignidad de la República".

### Atentado
El 10 de abril de 1944, Ávila Camacho estaba en el Palacio Nacional y se dirigía a las 9:30 a sus oficinas para comenzar sus labores. Cruzó el patio mientras había una guardia de honor interpretando una marcha. Al salir del elevador, se le acercó un teniente de artillería de filiación sinarquista, José Antonio de la Lama y Rojas, de 31 años, quien fue saludado por el propio Ávila. De la Lama le preguntó: "Señor presidente, ¿cómo está usted?", a lo que le contestó "¿Cómo te va?, ¿qué andas haciendo?", momento en que el atacante disparó contra el primer mandatario con su arma de cargo calibre 45. El "presidente caballero" se abalanzó sobre el agresor y resultó ileso, pues portaba debajo de su traje un chaleco antibalas, desarmándolo.
Ya en el elevador, Ávila le preguntó a De la Lama que qué le pasaba: "En este país no hay libertad ni justicia; no nos dejan a los militares entrar uniformados a las iglesias ni a las logias", le contestó su agresor. Horas más tarde, reportes oficiales citaron que estando detenido De la Lama quiso huir, por lo que fue abatido, falleciendo el 12 de abril del mismo año por peritonitis.

## Después de la presidencia
Una vez terminado su sexenio, Ávila Camacho se retiró de la política y se fue a vivir a su rancho "La Herradura". Una vez ahí, él y su esposa se dedicaron a una intensa vida social. A su residencia llegaron personajes de las altas esferas, entre ellos: Rita Hayworth, Emil Ludwig, Carlos Chávez, José Clemente Orozco, Manuel Suárez y Suárez, Juan Rulfo, Dolores del Río, Carlos Pellicer, Eleanor Roosevelt, Harry S. Truman, los príncipes Felipe de Edimburgo y Bernardo de Holanda, los duques de Windsor, Fulgencio Batista, Orson Welles. Para ese tiempo, el general y su esposa radicaban en un enorme terreno en el que había un rancho ganadero y una lujosa residencia, compuesta por tres hermosas edificaciones. Todas amuebladas y adornadas espléndidamente con muebles finos italianos y franceses, cuadros y esculturas, porcelanas y platerías, vajillas y candiles componían la residencia de los Ávila Camacho. 
Tan grande era la propiedad que tiempo después fue convertida en un fraccionamiento que lleva el mismo nombre del rancho de los Ávila Camacho. El matrimonio conservó más de cinco mil metros de jardín. Además, el lujoso hogar de don Manuel y de doña Soledad estaba dotado de una biblioteca con libros de la disciplina militar. El General Manuel Ávila Camacho, también llamado "El Presidente Caballero", se caracterizó por haber hecho uso de la estructura corporativa del PRI para menguar los problemas sociopolíticos durante una época conflictiva, no logrando su total solución.

## Vida personal y muerte
Camacho conoció a Soledad Orozco en Sayula, Jalisco, mujer con quien iniciaría un noviazgo y posteriormente convertiría en su esposa. Se casaron el 20 de noviembre de 1925 en Sayula. La unión no procreó hijos.
Falleció en su rancho el 13 de octubre de 1955. Sus restos y los de su esposa fueron sepultados en un mausoleo dentro del Panteón Francés de San Joaquín, ubicado en Ciudad de México.